# 国际劳动节

各地5月1日的公众假日情况：
国际劳动节在5月1日为公众假日
5月1日为其他的公众假日
5月1日非公众假日，另设有其他的劳动节
5月1日非公众假日，亦无劳动节

国际劳动节，又称五一国际劳动节、劳动节、国际示威游行日，是世界上80多个国家的劳动节。国际劳动节是一项由国际勞工運動所推动，全世界劳工和工人阶级在每年的五朔節（5月1日）举行的庆祝节日。
尽管国际劳动节可能与各地区春季五朔節的节日传统有关，但这一节日最早是在1889年国际社会主义大会上因政治原因确立的。第二国际在该次大会上通过了一项决议，决定在某一天举行大规模的国际性游行示威，以让劳动者在同一天里要求执政当局从法律上把每天的工作时间限制在8小时以内，并表示支持美国劳工联合会的决定，定具体日期为1890年5月1日，以纪念芝加哥工人为争取八小时工作制而被警察武装镇压的干草市场事件，后来该项活动演变为了国际劳动节。第二国际在1904年阿姆斯特丹的会议上进一步号召“各国社会民主党组织和工会联合会都要在每年五月一日坚决要求从法律上规定八小时工作制，拥护无产阶级的阶级要求和拥护世界和平”。
5月1日在世界許多地方是法定假日，大多數情況下為「勞動節」，「國際工人節」或類似的名稱。一些地區在其他日期慶祝勞動節，例如美國和加拿大在9月的第一個星期一慶祝勞動節。

## 起源

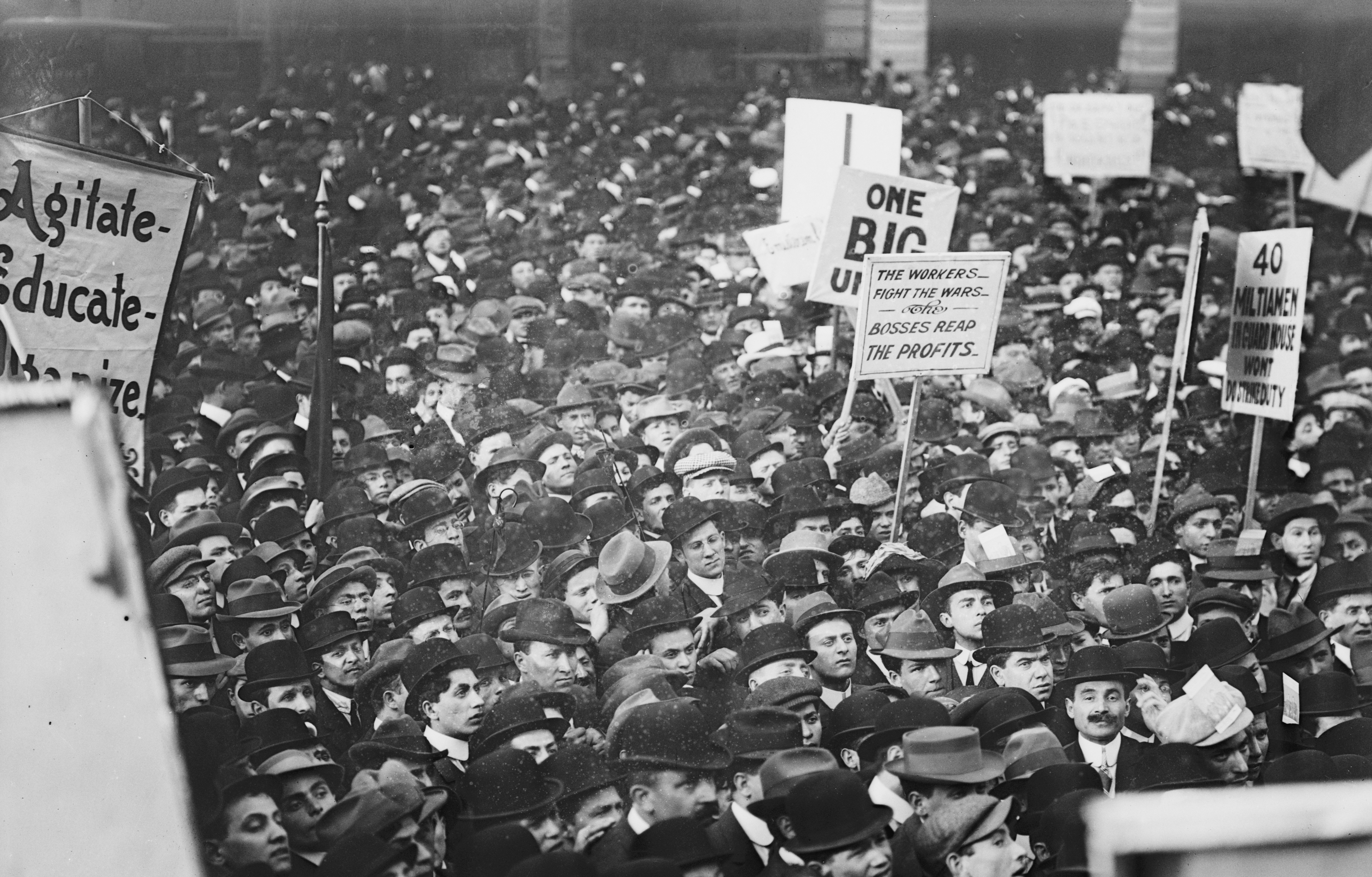
1912年5月1日美国纽约劳工自发纪念五一劳动节。美国劳动节在1894年设立，为九月的第一个周一

1856年4月21日，澳大利亚維多利亞州的石匠和建筑工人进行了一次大规模停工，以争取八小时工作制。随后停工后演变成了每年一次的纪念活动，并激励了美国工人进行斗争。自1886年5月1日起，全美工人举行大罢工，要求八小时工作制。5月3日，在麦考密克收割机公司工厂外的一场集会上，警察因罢工工人与工贼对峙而向工人开枪，打死了两名工人。這件事引起了整個芝加哥城沸騰，各工會決議於5月4日在乾草市廣場舉行群眾大會，約2,500名勞工参会，情緒雖然激昂，過程卻非常和平。随后，一場突如其來的大雨將群眾淋得只剩兩百多人左右。正當勞工要開始收場時，忽然開來180名全副武裝的警察，將現場包圍起來，命令他們馬上解散。就在雙方在爭論的時候，一名身份不明的人向警察投掷了一枚炸弹，場面頓時大亂。在黑暗中，警察向群眾開火，人們四處逃竄。前后共有7名警察和至少4名平民当场死亡，同时造成在场大量人员受伤。這次事件过后，数百名劳工领袖和同情者后来被围捕，随后在一次被视为司法不公的审判后其中四人被绞死。
1889年，法国工会人士雷蒙·拉维涅在巴黎舉行的第二國際第一次会议上提议將5月1日定為國際勞工節，以纪念干草市场事件，同时要求各國的勞工共同努力，為八小時工作制而奮鬥。拉维涅的议案激励了美国和欧洲多数国家的劳工在1890年5月1日再次进行罢工。在南美洲的秘鲁和智利同样发生了罢工。1891年，第二国际在布鲁塞尔的第二次会议上正式宣布5月1日的活动为一项年度性的活动。1894年的五一游行示威演变成了骚乱。随后第二国际在1904年阿姆斯特丹的会议上号召“各国社会民主党组织和工会联合会都要在每年五月一日坚决要求从法律上规定八小时工作制，拥护无产阶级的阶级要求和拥护世界和平”。大会还责成“各国的无产阶级组织，凡在有条件于五月一日停工而无损于工人利益的地方，应当争取停止工作”。
自1880年起，美國以及加拿大推行9月設立假期，稱為勞動節。1882年，机工马修·迈奎尔担任纽约中央工会秘书时，首次提议在9月，第一个星期一设立劳动节假期。还有人认为，它是由美国劳工联合会的彼得·J·麦奎尔，在目睹了在加拿大多伦多举行的年度劳工节之后，于1882年5月首次提出的。在1887年，美國奧勒岡州設立勞動節為公眾假期，是美國第一個確立勞動節官方地位的州。当勞動節在1894年立法為正式的联邦假期前，美国有三十个州正式庆祝劳动节。不同於世界其他地方，美國勞動節設於9月第一個星期一，而不是5月1日。
自第二国际以来，五一节一直是各种社会主义、共产主义和无政府主义团体的组织示威活动的重要节日。五一节是社會主义国家的最重要节日之一，其五一节庆祝活动通常有精心设计的劳动力慶祝活動，包括閱兵儀式。
1955年，天主教會将五月一日定为「聖若瑟劳工主保日」。圣若瑟是天主教中工人、匠人及劳动者的主保聖人。
今天，世界上多数地域都在5月1日庆祝勞動節。

### 苏联及东方集团

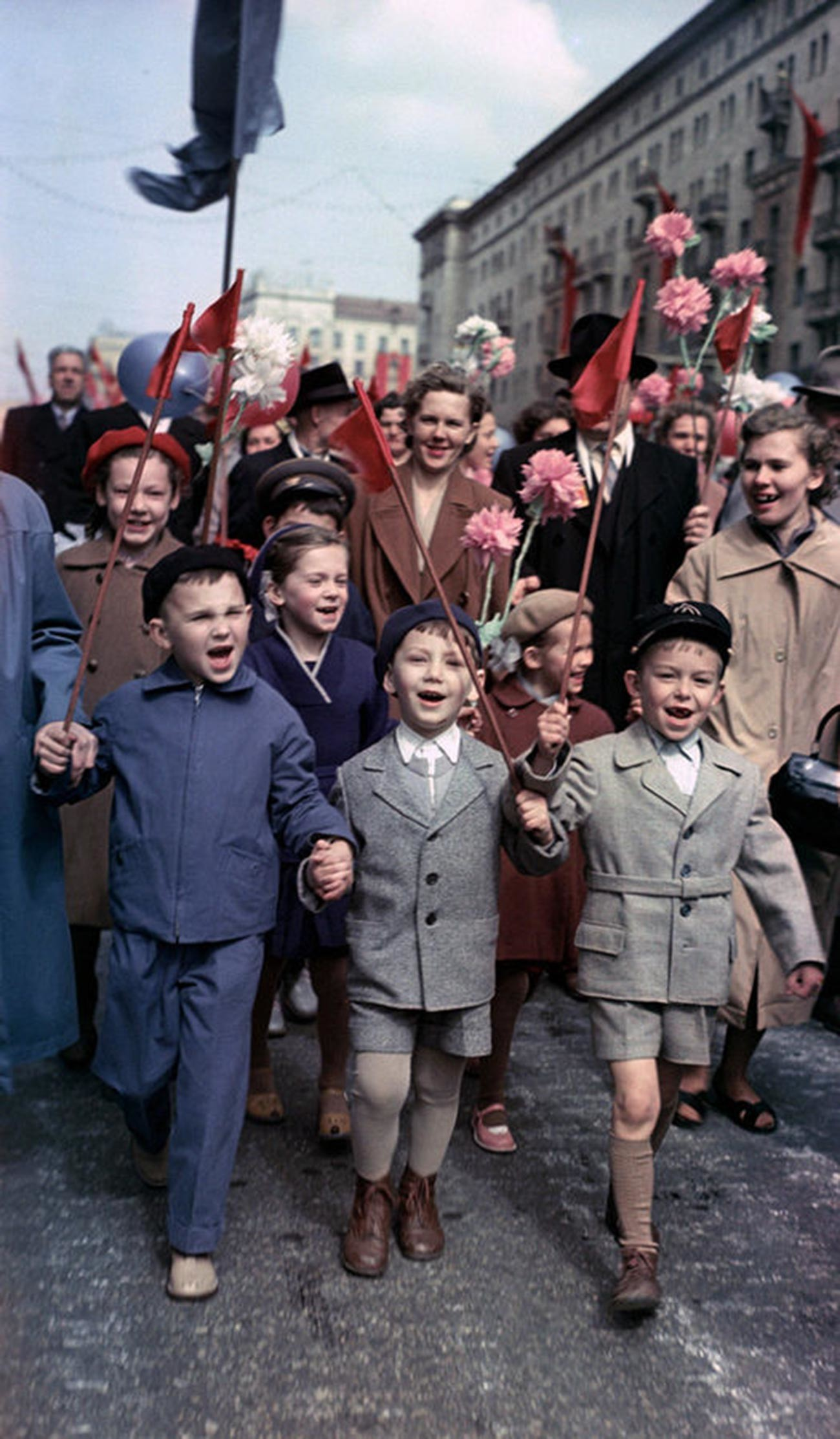
1960年5月1日莫斯科街头的集会

冷战时期，包括苏联在内的東方集團国家会在五一举行正式的庆祝活动，期间党的领导人会向工人致敬。工人会打着写有政治口号的标语上街，许多公司会展示他们出产的汽车。一般这一天最大的庆祝活动会发生在首都，通常这一天会有最高领导人出席的庆典。苏联在冷战期间还会在每年的5月1日举行大规模的阅兵，许多克里姆林宫的领导会在这一天参观阅兵式。在波兰，党的领导每年会在这一天带头游行。匈牙利人会在这一天举行庆典，还会在“五一树”下跳舞。一些社会主义国家的工厂以五一为名，比如波兰的五一煤矿。

## 各地情况

### 非洲

#### 阿尔及利亚
在阿尔及利亚，5月1日是公共假日。

#### 安哥拉
5月1日在安哥拉被承认为公共假日，称为勞動节。

#### 埃及

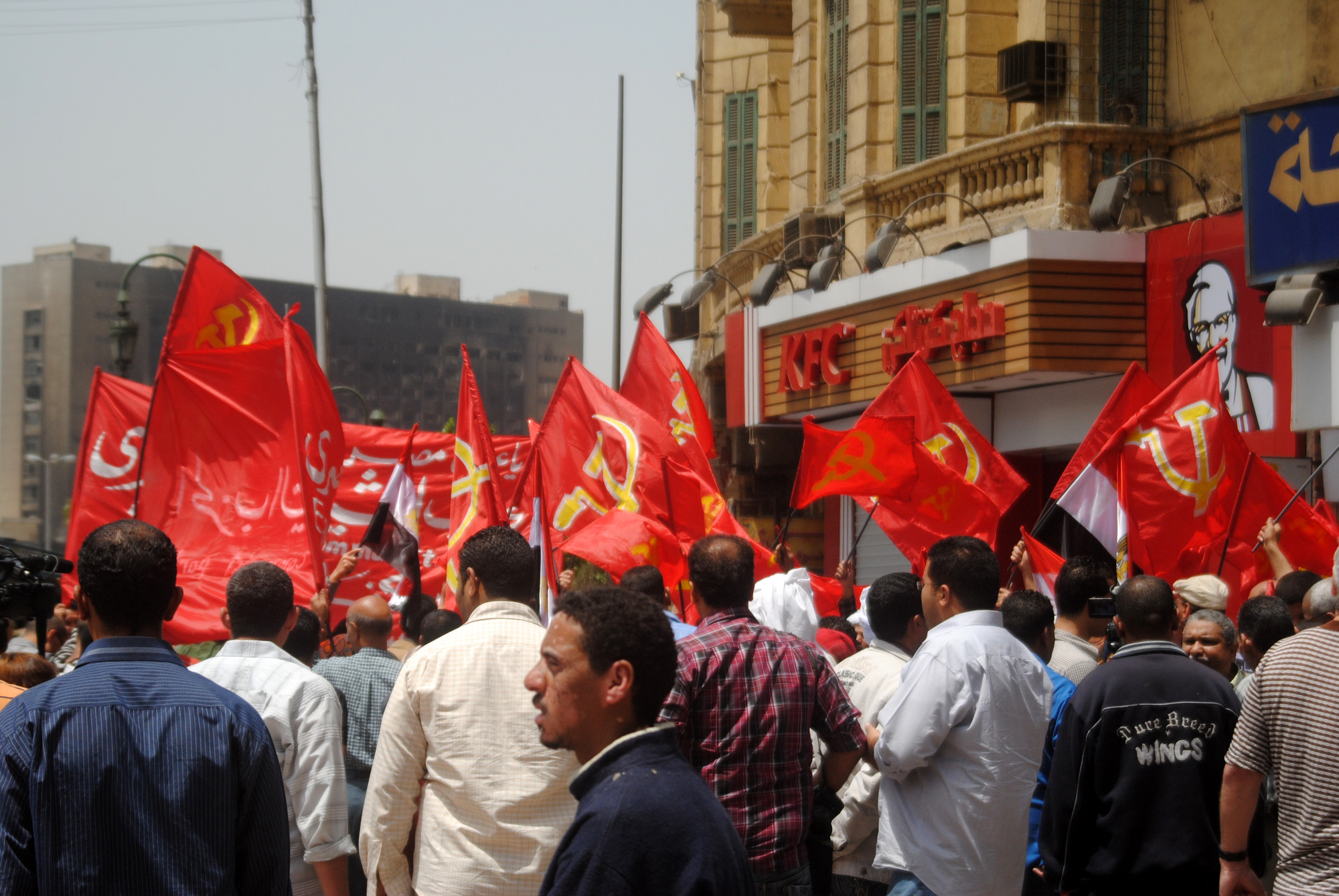
解放广场上飘扬的埃及共产党旗帜

在埃及，5月1日被称为劳动节，是带薪的公共假期。在传统上，埃及总统会主持正式的五一节庆祝活动。

#### 埃塞俄比亚
在埃塞俄比亚，5月1日勞動节为公共假日。

#### 加纳
5月1日是加纳的一个节日，全国工人会在这一天举行庆祝活动。工会和劳工协会以游行的形式来庆祝勞動節。加纳也會舉行阅兵式，通常由工会大会秘书长和各地区的区域秘书致辞。来自不同工作地點的工人通过條幅和衣著表明他们的公司。

#### 肯尼亚
在肯尼亚，5月1日是一个公共假日，并作为劳动节进行庆祝。这一天，工会中央组织的领导人会发表讲话。劳动和社会保护部部长（有时是总统）也会向工人们发表讲话。每年的劳动节政府都会批准提高最低工资。

#### 利比亞
在利比亚，全国过渡委员会在后卡扎菲时代的第一年，2012年，宣布国际勞動节为全国公共假日。
1978年5月1日，時任利比亞領導人穆阿邁爾·卡扎菲上校於的黎波里發表講話，呼籲落實行政與經濟改革。

#### 毛里求斯
在毛里求斯，5月1日是庆祝劳动节的公共假日。

#### 突尼斯

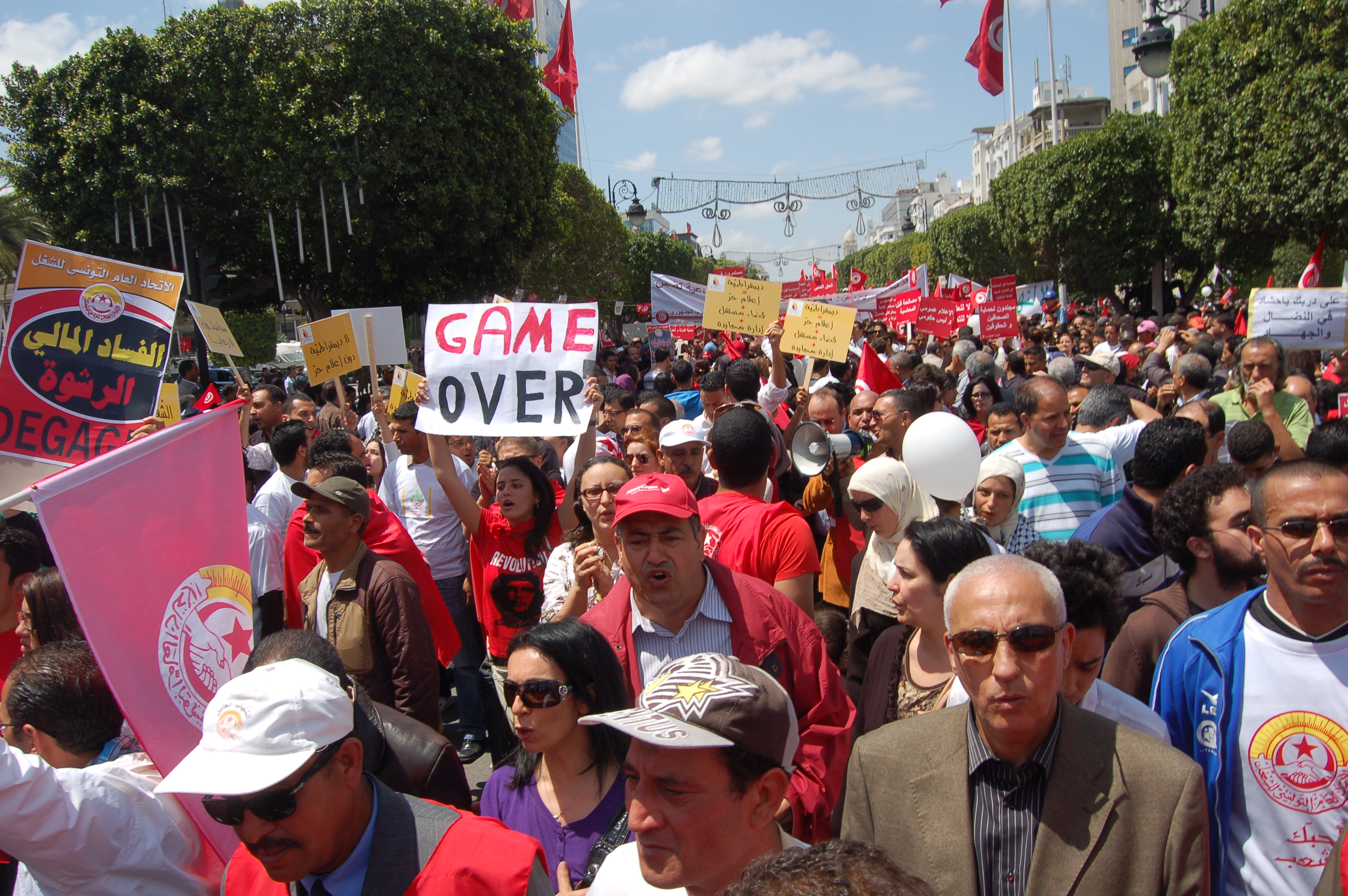
突尼斯城的五一游行

五月一日的劳动节是突尼斯的法定节假日。

### 亞洲

#### 孟加拉
在孟加拉，勞動節是政府的法定假期，政府管理的學校和大學在這一天都會慶祝節日。

#### 不丹
不丹的共產黨會慶祝勞動節。

#### 柬埔寨
在柬埔寨一般稱做國際勞動節，而且是假日。2013年柬埔寨大选后的数年里，柬埔寨禁止工人在5月1日上街游行，这一禁令直到2019年才取消。

#### 中国大陆

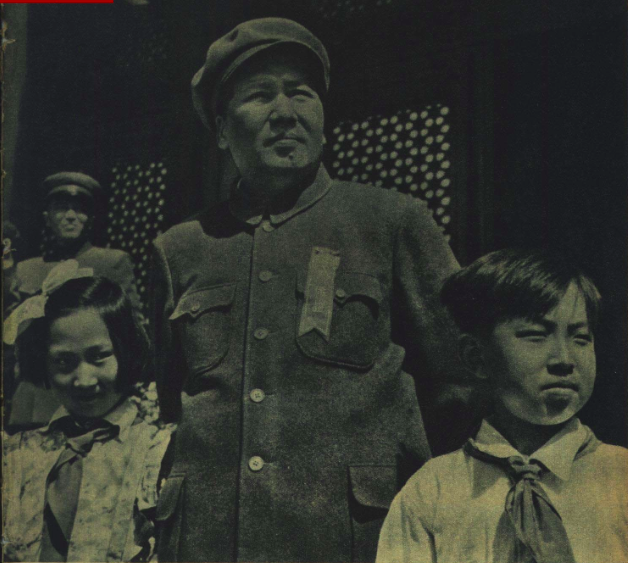
1951年劳动节，毛泽东出席天安门的庆祝活动

从1950年开始，每到五一劳动节，天安门就会竖起孙中山画像。1999年9月18日，中華人民共和国国务院发布《国务院关于修改〈全国年节及纪念日放假办法〉的决定》，第一次修订了1949年12月23日中華人民共和国政务院发布的《全国年节及纪念日放假办法》，将每年“五一”同春节和国庆节法定为三天的全国性节日，加上前后两个周末的调休共放假七天，形成了三个“黄金周”。2007年12月14日，中華人民共和国国务院第二次修订《全国年节及纪念日放假办法》，将“五一”由三天调整为一天，五一黄金周也将成为历史。自2008年法律生效起，五一假期加上一个周末调休成为三天小长假。中國大陆在每年五一劳动节舉辦大型工人聯歡會。2024年11月12日，中華人民共和国国务院第四次修订《全国年节及纪念日放假办法》将劳动节假期由一天调整到两天。

#### 香港
1999年起，五一國際勞動節被列入香港公眾假期（亦屬法定假期），當天放假一天。香港也會有勞工團體遊行要求提高勞工的待遇。

#### 印度

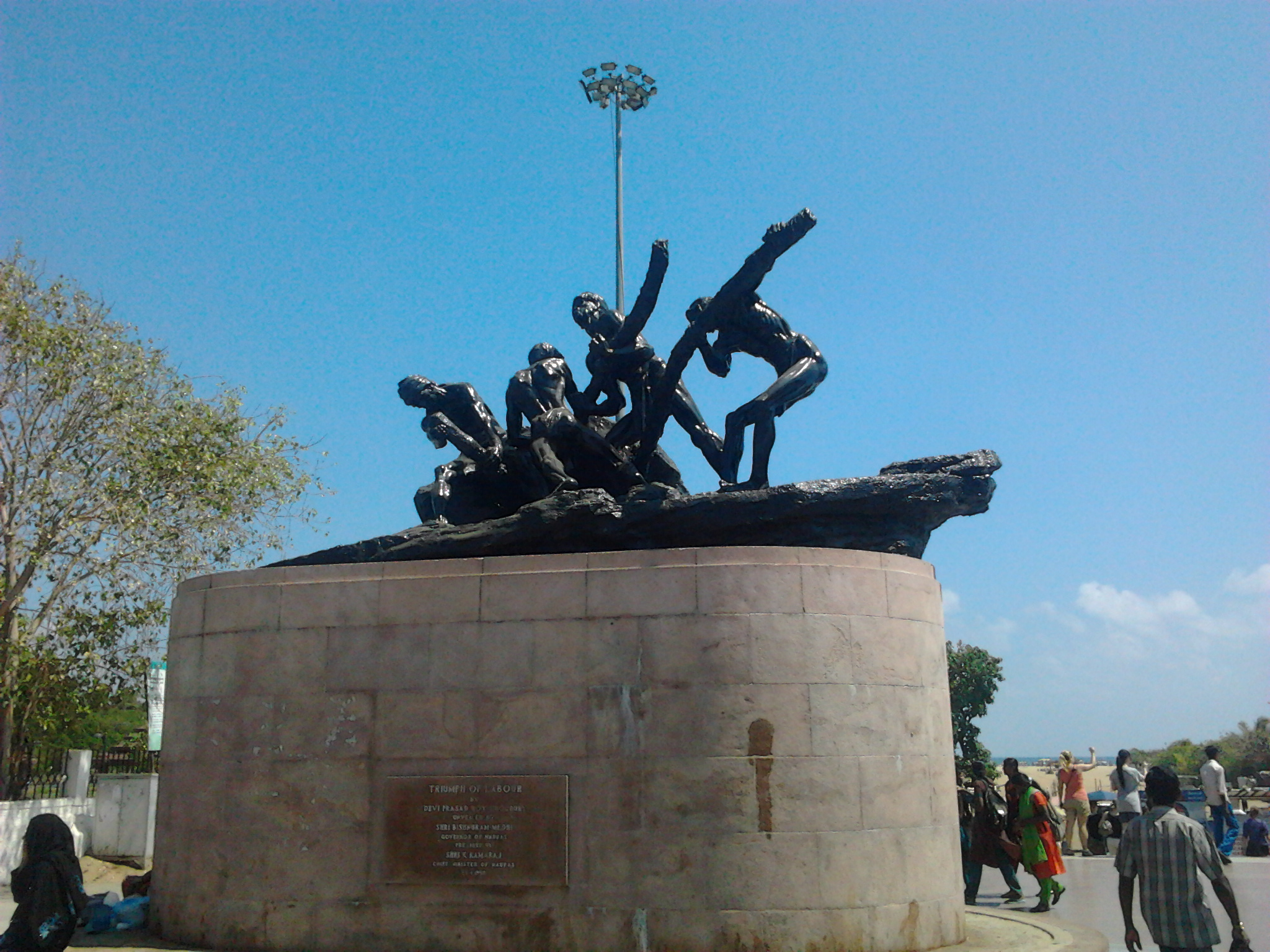
金奈游艇码头海滩的劳工胜利碑

在印度，每年的5月1日是勞動節是假日。该节日与工人運動結合，被共產黨和社會主義政黨慶祝。印地語的勞動節叫做“Kamgar Din”，在泰米爾語叫做“Uzhaipalar dhinam”，在馬拉雅拉姆語叫做“Thozhilaali Dinam”，在孟加拉語叫做“Shromik Divas”。在北印度，勞動節的地位已經不是那麼重要，不再放假
。
此一节日可追溯到1923年5月1日印度斯坦工农党在马德拉斯（现金奈）组织的活动，这也是印度历史上第一次使用红旗作为象征的活动。
马哈拉施特拉邦会在每年5月1日庆祝馬哈拉施特拉節。

#### 印度尼西亚
2014年以前，劳动节并非印度尼西亚的官方节假日。2013年7月，苏西洛·班邦·尤多约诺宣布五一劳动节从2014年起成为国定假日。

#### 以色列
以色列在5月1日不放假。20世纪80年代，特拉维夫可能会在这一天有大规模游行，1983年的游行人数达到过35万人。不过，20世纪90年代开始，随着与劳动节有关的活动减少，企业视这一天为正常工作日。

#### 日本

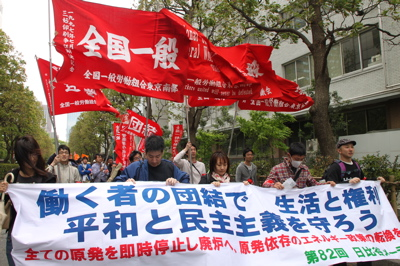
2011年5月1日，全國勞動組合聯絡協議會在东京组织的游行

日本稱國際勞動節為「May Day」（メーデー），但5月1日並非日本政府訂立的劳动节；而因该日位于一系列的国定节假日之间（黄金周），大多数劳动者在该日会休假、或者会选择请假。自1920年起，日本各大全國工會聯盟會於該日舉辦大會，成為勞工運動及勞權團體的傳統活動。日本政府訂立的類似節日，是定於每年11月23日的勤勞感謝之日。

#### 澳門
澳门于1976年将劳动节列为澳門政府假期，正式名称为（葡萄牙语，意为“工人日”）。澳門政權移交以後，澳門在每年的五月一日當天會有各社團與利益團體上街遊行向澳門特區政府請願的活動，即所謂的「澳門五一遊行」。

#### 馬來西亞
1972年，馬來西亞副首相依斯邁阿都拉曼宣布将每年5月1日定為勞動節，是公共假日。

#### 缅甸
5月1日是缅甸的法定节假日，称为“工人节”。

#### 朝鲜
在朝鮮民主主義人民共和國，以5月1日為國際勞動節，為一公共假日。每年各地都會舉行慶祝活動、地方會議和集會，以紀念國際勞動節。平壤的綾羅島5月1日競技場以五一命名以紀念該節日。

#### 巴基斯坦
巴基斯坦每年5月1日庆祝劳动节，该天全国放假，且会有工人集会要求改善待遇、提高工资和福利。

#### 新加坡
在新加坡，5月1日被称作劳动节，是公共假日。新加坡自1960年人民行动党上台后开始将五一定作公共假期庆祝。新加坡政府将其定为公共假期，是为了纪念工人及其对国家的贡献。

#### 中華民國（臺灣）
在中華民國臺灣地區，勞工於勞動節當日放假，自2025年5月9日修法過後，軍人、政府公務員、雇員、中小學以上教職員及學生（非公營幼稚園、托嬰中心教職員屬於勞工）、醫師（公私立醫療院所非依公務人員法制所僱用之住院醫師也屬勞工）、企業經理人或公營機構職員亦放假（在此之前則不放假）；如果遇上例假日或休息日，則會在其他日（通常為隔天）補假。包括台北股市、銀行也不會進行日常營業。郵局除極少數支局提供服務及快捷郵件仍照常投遞，均停止運作。

#### 泰国
在泰国，5月1日被称作“全国劳动节”，是该国的17个官方节日之一。

#### 越南
在越南，5月1日被称作“国际劳动节”，是该国的法定节假日。

### 歐洲

#### 捷克
在捷克，每年五一放假，且这一天是该国的法定假日。

#### 芬兰

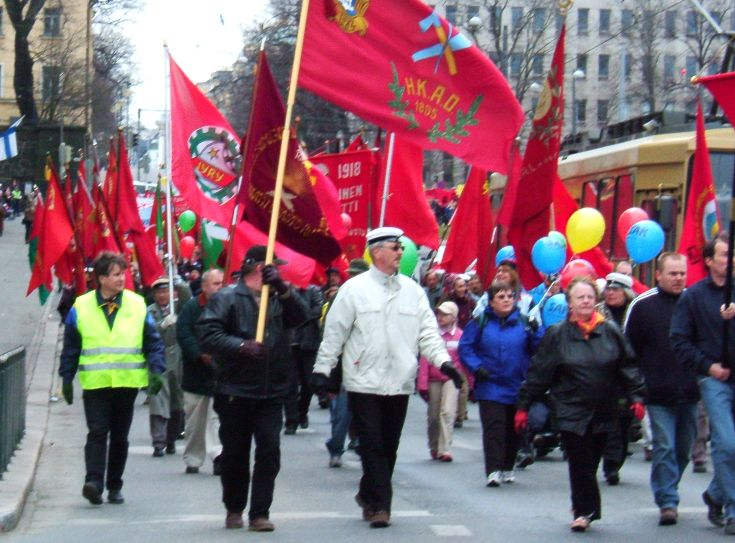
芬兰赫尔辛基的五一游行

在芬兰，五月一日是官方节假日，除了劳动节外，这一天芬兰人还会进行沃普尔吉斯之夜有关的庆祝活动。

#### 法國
1919年4月23日，法國參議院批准八小時工作制，並規定第二年的5月1日為特別帶薪休假日。在這天，法律禁止工作活動，並且不得減薪。在大城市中，勞動節當天還會有工會組織的遊行活動。

#### 德国

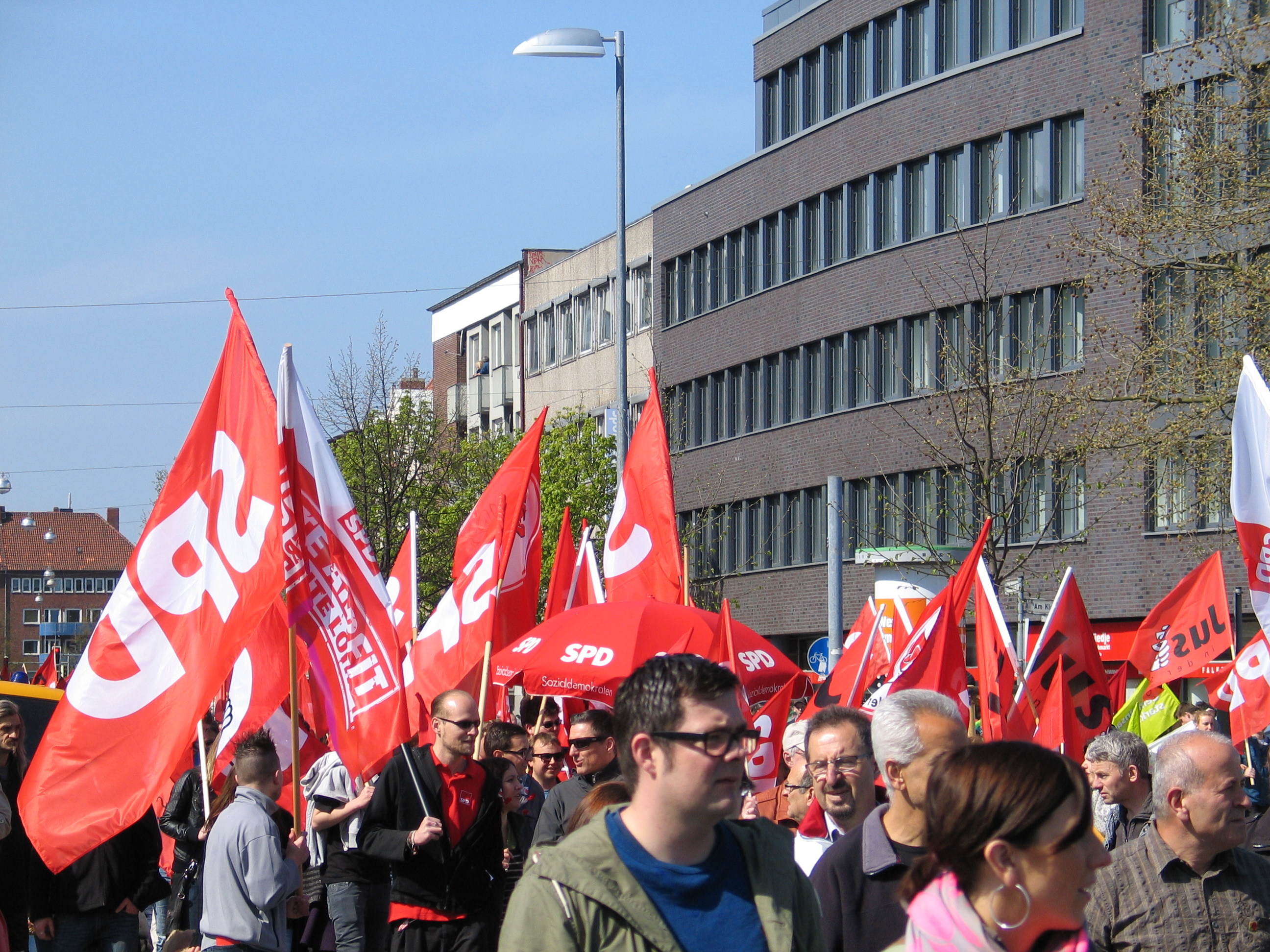
2013年德国汉诺威五一劳动节的庆祝游行

1933年4月，纳粹党政府开始官方组织纪念五月一日，称国家劳动节。然而德國社民黨、德國共產黨等左翼组织的民间纪念活动被禁止。二战结束后，分裂的东西德国均定五一劳动节为法定节假日，1990年统一后仍然保留至今。

#### 匈牙利
在匈牙利，每年五月一日是法定节假日，这一天里会有露天庆祝活动和集市。该国的许多城镇在这一天会竖起“五一柱”。这一天左翼政党和工会也会举行活动。

#### 立陶宛
立陶宛规定每年五月一日为国际劳动节，是法定节假日。由于苏占时期的劳动节是强制要求庆祝的节日，该节日在立陶宛有一定负面含义。立陶宛于1990年宣布独立后劳动节一度不再是该国的法定节假日，但最终在2001年立陶宛政府又重新规定劳动节为法定节假日。

#### 拉脱维亚
拉脱维亚共和国制宪会议上规定五月一日是劳动节，是法定节假日。

#### 黑山
黑山规定每年五月一日为劳动节，是法定节假日。

#### 波兰
五月一日是波兰的法定节假日。

#### 俄罗斯

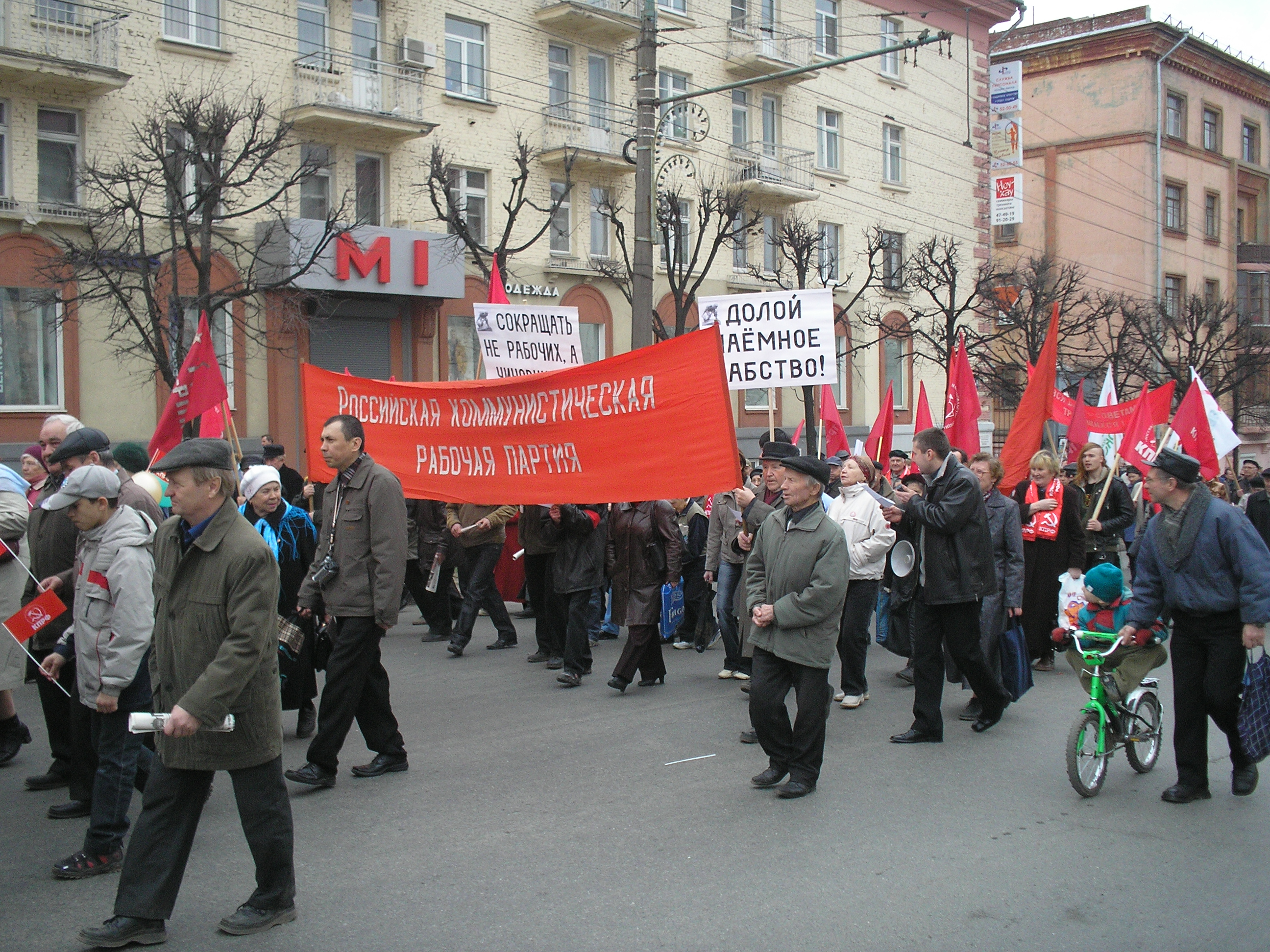
苏联共产党俄罗斯共产主义工人党在庆祝五一劳动节

蘇聯統治時期，每年的勞動節當天，莫斯科會出現盛大的遊行場面，紅場旁的大道會有一批批蘇聯共產黨、蘇聯共青團的遊行隊伍，其中包含了馬列肖像的列隊進場。後來在蘇聯解體後，俄羅斯至2014年5月1日才又開始於克里姆林宮外的紅場復辦大型遊行。前苏联地区的俄罗斯和乌克兰等地至今仍有多地以五一命名。参见：五一区

#### 意大利
在这里此节也被纳入了国家法定节，因此全国的学校会在这一天放假。

### 美洲

#### 巴西
在巴西，5月1日是勞動節，同時也是假日。

#### 古巴

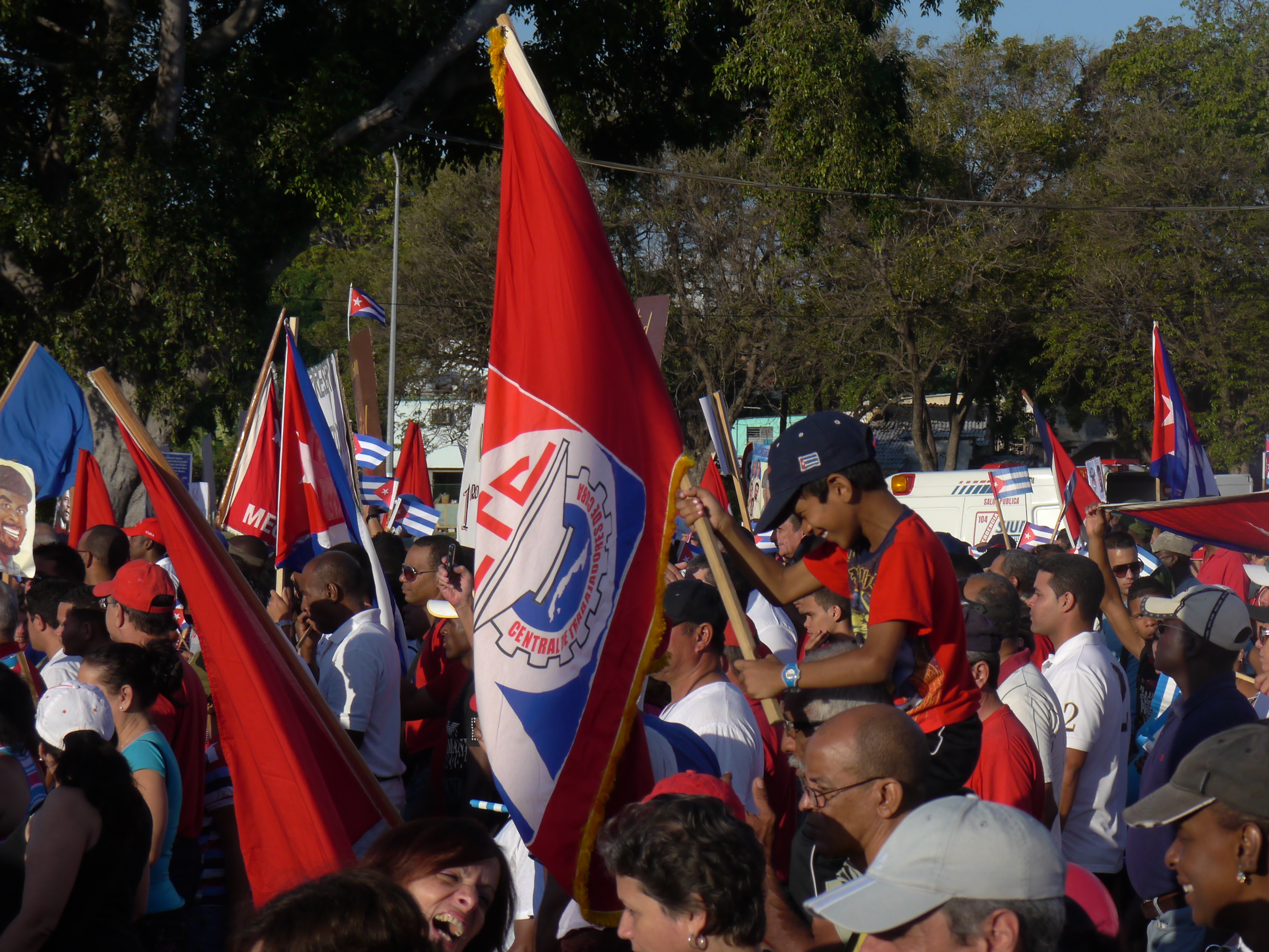
古巴哈瓦那群众手持古巴国旗与古巴工人中央工会旗庆祝劳动节

在古巴，这一天被称作劳工节。当天会有支持古巴共产党政府和古巴革命的游行。

#### 秘鲁
在秘鲁，这一天被称作国际劳动节，秘鲁政府规定该日全国放假一天。

#### 美国
1882年，纽约中央工会在9月2日在纽约市组织了美国历史上的第一次劳动节活动，之后这一节日得到了越来越多州的承认，到1894年6月，国会宣布9月第一个星期一的劳动节为全国假日。
1947年，海外战争退伍军人协会宣布5月1日为忠诚日，以对抗共产主义者的影响力。
包括无政府主义者、社会主义者和共产主义者在内的各种美国左翼组织仍会在每年的5月1日上街游行庆祝。1919年发生过一起大规模游行演变成暴力冲突的事件，造成数人死伤。
2012年5月1日，佔領華爾街运动的成员和工会一同在北美数座城市组织了游行示威，抗议贫富差距。
2020年5月1日，COVID-19大流行期间，亚马逊、全食超市、Instacart、沃尔玛、聯邦快遞、目標百貨和Shipt的工人组织了一次联合罢工，抗议雇主没能提供给一线工人足够的保护。